# Мелекеський район
Мелекеський район (рос. Мелекесский район) — адміністративно-територіальна одиниця (район) та муніципальне утворення (муніципальний район) у південно-східній частині Ульяновської області Росії.
Адміністративний центр — місто Димитровград.

## Історія
Мелекеський район утворено 16 липня 1928 року у складі Ульяновського округу Середньо-Волзької області, з частини території скасованого Мелекеського повіту.

## Населення
| 1939    | 1989    | 2002    | 2009    | 2010    | 2011    | 2012    |
| ------- | ------- | ------- | ------- | ------- | ------- | ------- |
| 24 003  | ↗42 023 | ↘40 272 | ↘39 523 | ↘36 718 | ↘36 632 | ↘36 350 |
| 2013    | 2014    | 2015    | 2016    | 2017    | 2018    | 2019    |
| ↘36 202 | ↘35 996 | ↘35 746 | ↘35 307 | ↘34 684 | ↘34 018 | ↘33 017 |
| 2020    | 2021    |         |         |         |         |         |
| ↘32 161 | ↘30 682 |         |         |         |         |         |